# Iglesia de San Cosme y San Damián (Bárcena de Pie de Concha)
La iglesia de San Cosme y San Damián es un templo católico que data del siglo XII. Está situada en la localidad de Bárcena de Pie de Concha, en la provincia de Cantabria, España. Algunos documentos la citan como monasterio de Cillaperriel. El rey Alfonso VIII de Castilla la donó a la catedral de Burgos en 1185.

## Descripción
El templo es de una única nave la cual es una característica en el románico de la Comarca del Besaya, además de tener ábside semicircular y espadaña. El exterior sufrió a lo largo de los siglos diferentes e importantes remodelaciones, ya que se le añadieron las capillas laterales, una parte superior a la espadaña y una sacristía adosada al presbiterio, además de un pórtico. En el interior tiene un arco triunfal románico apoyado en capiteles tallados de leones afrontados y bolas con caperuza. Además alberga una imagen de la Virgen sedente con el Niño del siglo XIII. La iglesia contiene dos campanas mayores y una menor en la parte superior de las anteriores.